# Terranuova Bracciolini
Pour les articles homonymes, voir Terranova et Bracciolini.
Terranuova Bracciolini est une commune italienne située dans la haute vallée de l'Arno dans la province d'Arezzo en Toscane. En 2010, elle compte environ 12 000 habitants.
Terranuova doit une partie de son nom à l'érudit humaniste de la Renaissance Poggio Bracciolini, dit Le Pogge, qui y naquit le 11 février 1380.

## Administration
| Période                                  | Période  | Identité       | Étiquette       | Qualité |
| ---------------------------------------- | -------- | -------------- | --------------- | ------- |
| 14 juin 2004                             | En cours | Mauro Amerighi | Centro-Sinistra |         |
| Les données manquantes sont à compléter. |          |                |                 |         |

### Hameaux
Campogialli, Castiglione Ubertini, Cicogna, Doccio, Malva, Montalto, Montemarciano, Penna, Persignano, Piantravigne, Tasso, Traiana, Treggiaia, Ville

### Communes limitrophes
Castelfranco di Sopra, Castiglion Fibocchi, Laterina, Loro Ciuffenna, Montevarchi, Pergine Valdarno, San Giovanni Valdarno

## Personnalités liées à la commune
- Poggio Bracciolini (Gian Francesco Poggio Bracciolini) dit Le Pogge (1380-1459) : érudit, écrivain, philosophe, humaniste et homme politique italien de la Renaissance, qui fut secrétaire particulier du pape Eugène IV de 1331 à 1347, et chancelier de la république de Florence de 1453 à 1458.
- Fra Diamante : une de ses fresques, « La Nativité », se trouve au musée du Louvre de Paris.
- Consalvo Sanesi (1911-1998), pilote de Formule 1 ayant couru 5 Grands Prix pour Alfa Romeo entre 1950 et 1951.